# Rathlin O’Birne Island
Rathlin O’Birne Island (irisch: Reachlainn Uí Bhirn) ist eine zwei Kilometer vor der Küste Donegals  gelegene Insel im Nordwesten Irlands. Sie liegt westlich der kleinen Ortschaft Malin Beg und des Slieve-League-Bergmassivs. Auf der Westseite steht ein Leuchtturm, dessen Betrieb automatisiert ist.

## Geographie
Die Fläche der Insel umfasst etwa 30 Hektar bei einer Ausdehnung von ca. einem Kilometer in Nordsüdrichtung. Der höchste Punkt, am südlichen Ende der Insel, liegt 26 m über dem Meeresspiegel. Nach Norden hin wird sie flacher. Der Leuchtturm steht auf der nur über eine schmale Landzunge mit dem Rest der Insel verbunden westlichen Halbinsel. Kleinere Inseln liegen westlich und nordwestlich von Rathlin O’Birne.

## Geschichte
Auf der Insel finden sich an der südöstlichen, etwas geschützten Seite Überreste eines frühchristlichen Klosters mit einer Kirche (Templecavan Church), einer heiligen Quelle (Tober Murria) und mehreren Bußstätten. In einem Bericht werden auch Kreuzsteine erwähnt. Die Kirche ist zusammen mit einigen weiteren Strukturen von einer steinernen Mauer umschlossen.

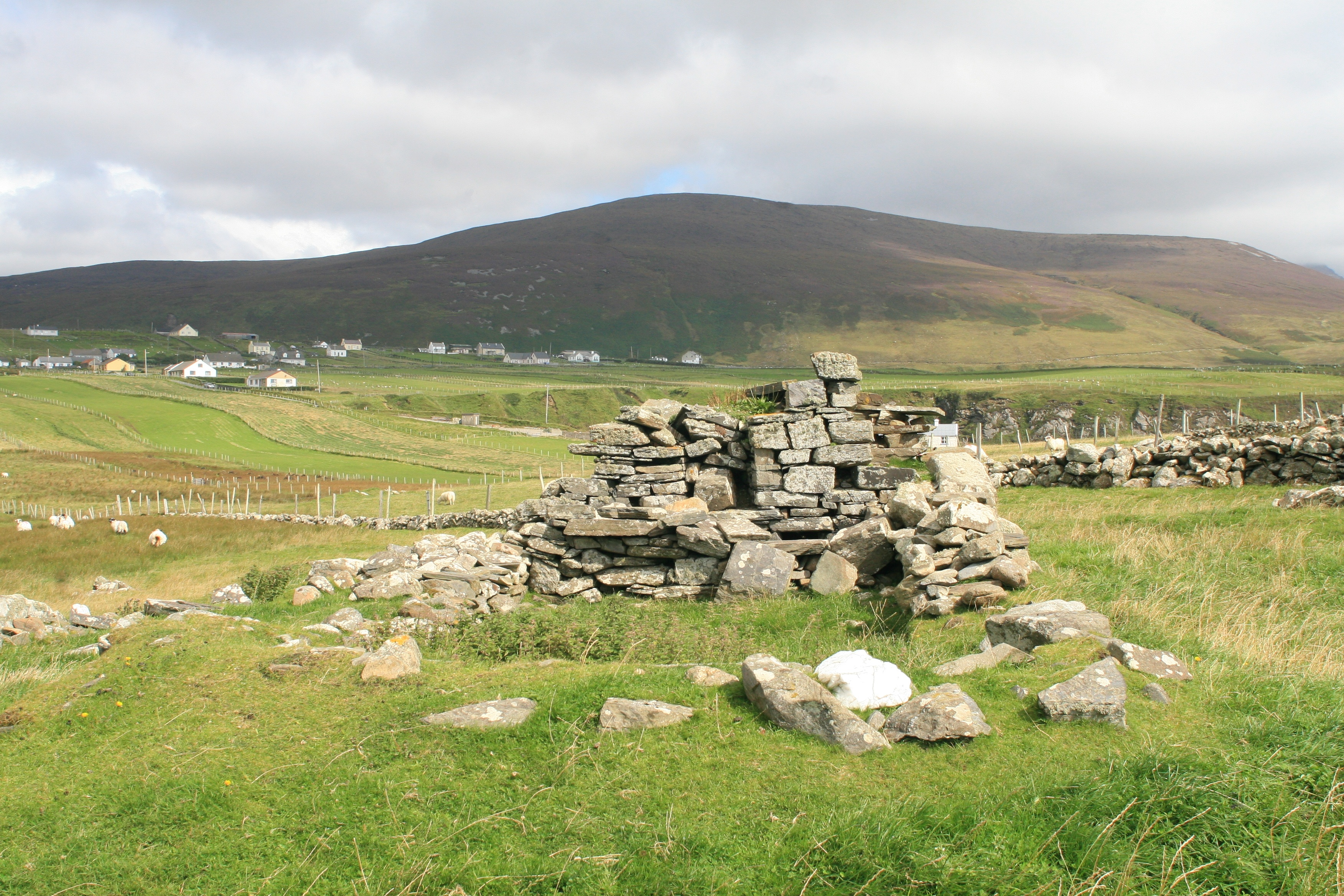
Ruinen der kleinen zum Inselkloster gehörenden Kirche

Die Gründung des frühchristlichen Klosters wird mit Asicus, der Patrick als Kupferschmied diente und von ihm zum ersten Bischof von Elphin geweiht wurde, in Verbindung gebracht. Er hat, so ist überliefert, die Einsamkeit der Insel für Bußübungen gesucht. Er wurde dann überredet, wieder zu seinem Bischofssitz zurückzukehren, verstarb jedoch auf dem Weg dorthin. Als Todesjahr wird 470 angegeben. Näheres über die folgende klösterliche Gemeinschaft ist nicht bekannt. Die Kirche wurde dem überlieferten Namen zufolge einem Kevin geweiht, womit Kevin von Glendalough gemeint sein könnte. Dies würde andeuten, dass Mönche aus Glendalough dem Beispiel Asicus' folgten. Alternativ könnte der gleichnamige Gründer eines Klosters auf der Aran Insel Inisheer gemeint sein. Zu dem Kloster gehört eine ebenfalls Kevin geweihte Kirche, die der Insel gegenüber auf dem Festland südlich von Malin Beg liegt.
1856 wurde auf der Insel der Leuchtturm errichtet, zusammen mit den Wohnhäusern der Leuchtturmwärter, die mit ihren Familien bis 1912 hier lebten. Nach der Automatisierung zogen diese in die Gemeinde Glencolumbkille um.